# Saint-Mars-sur-Colmont
Saint-Mars-sur-Colmont é uma comuna francesa na região administrativa da Pays de la Loire, no departamento de Mayenne. Estende-se por uma área de 16,39 km². Em 2010 a comuna tinha 475 habitantes (densidade: 29 hab./km²).